# Alexandre Florent
Pour les articles homonymes, voir Florent.
Alexandre Florent est un homme politique français né le 4 février 1849 à Frontenas (Rhône) où il est décédé le 29 novembre 1922.
Horticulteur, il est militant socialiste blanquiste, il est conseiller municipal de Lyon de 1892 à 1896 et député du Rhône de 1898 à 1902.

## Source
- « Alexandre Florent », dans le Dictionnaire des parlementaires français (1889-1940), sous la direction de Jean Jolly, PUF, 1960 [détail de l’édition]